# Збігнев Лянцкоронський (староста ойцувський)
Збігнев Лянцкоронський (пол. Zbigniew Lanckoroński z Włodzisławia; бл. 1450–1497/1499) — державний діяч, урядник королівства Польського.

## Життєпис
Походив з польського шляхетського роду Лянцкоронських гербу Задора. Син Яна Лянцкоронського, маршалка надвірного коронного, та Магдалени Грифови з Гошиць. Народився близько 1450 року. У 1451 року втратив батька. Виховувався разом зі старшим братом Лукашом матір'ю.
1475 року стає дворянином королівським. Того ж року пошлюбив доньку Яна Кобилянського, стольника краківського, отримавши посаг в 1 тис. польських злотих. 1482 року наказав щорічно виділяти з володіння Водзіслав на Краківський університет 17 гривен.
1487 року отримує староство ойцувське. Невдовзі ймовірно після смерті брата ставвласником усіх батьківських володінь. До 1490 отримав від короля Казимира IV різні кошти на Ойцув. 1493 року викупив 2 села в старостві. За різними відомостями помер 1497 або 1499 року.

## Родина
Дружина — Катерина, донька Яна Кобилянського, стольника краківського
Діти:
- Абрам
- Адам (д/н—1517)
- Анна (д/н — бл. 1503)
- Збігнева, дружина Бенедикта Погорського
- Луція, дружина Яна Сташковського